# エミラウ島の無血占領
エミラウ島の無血占領（エミラウとうのむけつせんりょう）とは、太平洋戦争での島嶼をめぐる戦闘の一つであり、ダグラス・マッカーサー陸軍大将が進めていた日本軍の主要基地の一つであるラバウルへの包囲網構築の最終戦として行われた。1944年（昭和19年）3月20日にエミラウ島へアメリカ海兵隊が上陸したものの島に日本軍はおらず、負傷者1名を出したのみで無血占領という形により戦いは終わった。エミラウ島の確保によって連合軍は同島に航空基地を設営し、ラバウルとカビエンに対する包囲網を完成させた。このことにより、マッカーサー指揮下のニューギニア方面の連合軍はニューギニア島北岸への進撃を本格化させることとなった。

## 背景
1943年2月、マッカーサーは統合参謀本部に対し、日本の牙城であったラバウルの取り扱いに関する「エルクトン・プラン」を提出。このプランにおいては当初、最後から二番目の位置にラバウルとトラック諸島間の航空機輸送拠点としても活用されていたカビエンの奪取が計画されていた。つまり、カビエンを奪取すればラバウルは遠からず枯れるであろうという目論見であった。さらに、1944年2月末からのアドミラルティ諸島の戦いの行く末が連合軍の勝利で見えてきたことは、統合参謀本部に太平洋戦線での進撃の速度を速める検討に入らせることをも意味していた。そこで統合参謀本部は戦域司令官を招集し、今後の目標に関して意見を募ることとなった。
3月5日、シオの戦いにおいて奪取した日本側の暗号書を検討したマッカーサーは、日本軍の攻撃意図や計画について記されていた暗号書の裏をかくこととし、当初攻略目標として挙げられていたハンサ湾を当面はパスしてホーランジアを攻略することを勧告した。しかし、ホーランジアは指揮下の航空軍の勢力圏からは外れていたので、マッカーサーは太平洋艦隊司令長官チェスター・ニミッツ海軍大将に、マヌス島とカビエンへの上陸作戦支援のために貸し出す予定の高速空母任務部隊の派遣を要請するが、ニミッツは中部太平洋方面での作戦進行に支障が出るとして派遣に難色を示し、またカビエンの攻略にも反対した。最終的には統合参謀本部の裁定により、4月15日を期したホーランジアの攻略開始とカビエン占領計画の取り消しが決まった。
マッカーサーの参謀長であるリチャード・サザランド陸軍中将は統合参謀本部の決定が出る前からカビエンの攻略に意欲的であり、当初は5月1日に定めてあった作戦開始予定日を4月1日に繰り上げて進める予定だったカビエン攻略が取り消しになったことに不満であった。しかし、カビエンの脅威がいかほどのものかについては議論の余地があり、またニミッツはトラック島空襲とエニウェトクの戦いの結果、ラバウルへの増援は今後断ち切られるであろうと読んでいた。3月12日、マッカーサーとニミッツは「フォアアーム」との作戦暗号名を付されていたカビエン攻略計画を、「最小限の力でラバウルとカビエンの孤立を完成させる」作戦計画に切り替えることで合意した。カビエンの攻略に関しては南太平洋軍（第3艦隊）司令長官ウィリアム・ハルゼー海軍大将も気乗り薄であり、ハルゼーの意見でもラバウルとカビエンは航空機の傘があれば十分無力化できると確信していた。マッカーサーはハルゼーに対してエミラウ島確保のための戦力抽出を要請し、これを受けてハルゼーはセオドア・S・ウィルキンソン少将率いる第3両用戦部隊に3月20日を期してエミラウ島を確保するよう命じた。

## 戦闘経過

### 準備
ハルゼーからの伝言は、3月15日にガダルカナル島に滞在していたウィルキンソンのもとに届き、カビエン攻略のために出撃予定だった艦船の行動が一時差し止められ、攻略部隊は改めて3月18日に出撃した。攻略部隊はロイ・ガイガー海兵少将率いる第1海兵水陸両用部隊指揮下の第40歩兵師団を主体とし、第3海兵師団中の第4海兵連隊を補強として付け加えることとなっていた。エミラウ島攻略に際し、第4海兵連隊にはさらにアラン・シャプレー海兵中佐率いる海兵第3設営トラクター大隊C集団、M4「シャーマン」を装備した海兵第3戦車大隊A集団、信号、兵站および運搬を担当し先鋒を務める海兵第3戦闘兵站連隊および対空戦担当の海兵第14防空大隊が追加された。当該部隊は、1944年2月1日にローレンス・F・レイフスナイダー海軍准将を指揮官として設置された第4海兵強襲大隊の最初の作戦にあたり、先代部隊はフィリピンの戦いにおけるコレヒドールの戦いで壊滅していた。また、遠征軍は第3海兵師団の副司令官であるアルフレッド・H・ノーブル海兵准将が指揮を執ることとなった。ノーブルは、エミラウ島を占領した暁には島の司令官になることが定められていたため、第3両用戦部隊と第3海兵師団から抽出されたスタッフが付けられた。航空支援部隊はウィリアム・L・マッキトリック大佐が率い、作戦の掩護とカビエンへの圧力を担当した。。
エミラウ島には強力な日本軍部隊はいないと推定されていたが、それでも海空の強力な掩護がつくこととなった。ロバート・M・グリフィン海軍少将に指揮された戦艦「ニューメキシコ」、「ミシシッピ」、「アイダホ」、「テネシー」、護衛空母「マニラ・ベイ」と「ナトマ・ベイ」および15隻の駆逐艦の水上部隊はカビエンに対する海と空からの制圧と砲撃の任を受け、14インチ砲弾1,079発と5インチ砲弾12,281発が消費された。水上部隊からのカビエンへの攻撃は、第十四根拠地隊司令官田村劉吉海軍少将に「カビエンへの上陸作戦近し」との印象を与え、ヨーロッパ人捕虜を処刑する命令を出した。世に言う「カビエン大虐殺」 (Kavieng Wharf Massacre) とはこのことであり、捕虜のうち少なくとも25名が殺害され、戦争終結後の1947年に田村を含む6名が戦争犯罪に問われた。田村は絞首刑の判決を受け、1948年3月16日に香港赤柱監獄で処刑された。。

### 無血占領
攻略部隊は大きく2つに分けられた。一つは第4海兵連隊のうち第1大隊と第2大隊は9隻の高速輸送艦に分乗し、残りはドック型揚陸艦「エッピング・フォレスト」、「ガンストン・ホール」、「リンデンウォルド」および攻撃輸送艦「キャラウェイ」に分乗した。ドック型揚陸艦のうち一隻はエミラウ島の環礁を乗り越えるための66台のLVTを搭載し、残る2隻は戦車とレーダー装置や対空兵装を載せた戦車揚陸艇を3隻ずつ搭載した。
攻略部隊は、3月20日6時5分に上陸予定地に到着。ドック型揚陸艦に搭載されていたLVTは一斉に海岸めがけて殺到し、高速輸送艦と「キャラウェイ」も水陸両用トラクターをボートに移して同様に海岸を目指す。第218海兵戦闘飛行隊（VMF-218）のF4Uコルセアは、島内の日本軍の有無を探る捜索と掩護を行った。攻略部隊は無傷で海岸に着岸することができた。第3大隊のボートも難なく着岸し、兵員は膝までの水深の海岸から陸上に上がった。上陸時の唯一の問題は、戦車を搭載した揚陸艇が起動に失敗したことであり、揚陸艇は艦隊曳船の助けを借りてドック型揚陸艦から引っ張り出さなければならなかった。エミラウ島から少し離れたエロムッソー島にも部隊は送られ、駆逐艦の掩護射撃のもとで水陸両用トラクターが陸に引っ張り上げられたが、その際に兵員1名が砲弾の破片で負傷した。ところが、上陸部隊は原住民から思いがけない情報を聞く。原住民の言では、日本軍は2か月ほど前にエミラウ島から去っており、ムッソウ島に移って行ったと上陸部隊に教えたのである。11時には高速輸送艦と「キャラウェイ」から軍需品が陸揚げされ、夕暮れまでに3,727名の兵員と844トンの軍需品がエミラウ島に揚げられた。その後1か月以内に、合計18,000名の兵員と44,000トンにおよぶ軍需品が追加陸揚げされた。
機密情報により、日本軍はムッソウ島に燃料庫と通信施設を有していることを知っていたため、3月23日に駆逐艦の艦砲射撃によって諸施設を破壊した。3月27日には、ムッソウ島の南40マイルの地点で日本軍を乗せた大型のカヌーを発見し、日本軍は小銃と機関銃で反撃してきたが駆逐艦の艦砲がこれらを沈黙させ、カヌーを破壊して日本軍兵員を一掃した。この戦闘は、エミラウ島を含むセント・マティアス諸島海域における唯一の戦闘でもあった。かくして、エミラウ島は1名の負傷者を出しただけで連合軍側の手に帰し、マヌス島を含むアドミラルティ諸島の占領と合わせてラバウルとカビエンに対する封鎖が完成したのである。エミラウ島の確保はまた、ハルゼーが南太平洋軍を指揮して行った最後の作戦でもあった。作戦のあと、ハルゼーは第3艦隊の名称を保持したままレイモンド・スプルーアンス海軍大将が指揮する大艦隊（第5艦隊）をローテーション制で指揮することとなった。ハルゼーが南太平洋を去ったのは6月15日のことであった。
一連の攻撃に際し、日本軍の反応は散漫であった。カビエンに対する艦砲射撃に続いて3月20日にムッソウ島の水上機基地が爆撃を受け、辛うじて残存したラバウル航空隊も少数機で反撃を試みた。日本軍がエミラウ島への攻略作戦に気付いたのは、3月21日以降のことと推定されている。

## 設営作業
エミラウ島の占領後はシービーズが活躍した。3月27日から第18建設連隊が活動を開始したのに続き、3月25日から30日までは第61、第63建設大隊および第17特別大隊、4月14日には第77建設大隊がそれぞれエミラウ島に到着して活動を開始した。3月27日には魚雷艇基地と揚陸艇を活用した浮きドック、それらに接続する道路が建設され、第61建設大隊は兵舎、弾薬庫、滑走路および魚雷艇基地のための建物を構築し、製材所の監督も兼ねた。第63建設大隊は第61建設大隊の支援に回り、道路と兵舎、倉庫、港湾施設、給油施設の構築を行った。第77建設大隊は誘導路や燃料貯蔵施設など航空基地関連施設の建設、第88建設大隊はエミラウ島東部に滑走路、道路およびレーダー基地の建設に取り組んだ。。
建設された2つの航空基地は、島の北方に建設された。滑走路は長さ2,100メートル、幅91メートルで重爆撃機の離陸も可能であった。2つの航空基地のうち1つは戦闘機や軽爆撃機用であり、もう1つは重爆撃機用に整備された。2つとも管制塔や照明、診療所を兼ね備え、燃料タンクは1,000バレル入りのものが3基、供給用に19基の1,000バレル入りのものが備え付けられ、これとは別に4万バレル分の燃料はドラム缶に格納されていた。病院は3棟建設され、100床の海軍病院、160床の陸軍第24野戦病院および「エイコーン7」と名付けられた150床の病院からなっていた。ハンバーグ湾は主力艦を5隻まで停泊させることができ、港湾施設は8基のクレーン、1,200立方メートルの冷蔵施および37,000立方メートルの貯蔵施設から成り立っており、1日あたり910立方メートルの貨物処理能力を有していた。一連の施設は全長64キロにおよぶサンゴ礁を敷き詰めた全天候型の道路で互いに連絡していた。設営作業は第502基地保守隊の手によって8月にはおおむね終わり、12月までにはすべての建設大隊はエミラウ島から引き揚げた。。

## 駐屯部隊
第4海兵連隊は1944年4月11日に第147歩兵連隊と守備を交代し、翌4月12日にはノーブルは第1海兵航空団司令官ジェームズ・T・ムーア海兵少将に後事を託して島を去った。第147歩兵連隊も6月には第369歩兵連隊に島の守備を委ねて交代。8月にいたり、マッカーサーは島の守備をオーストラリア陸軍に移譲するよう指示を出した。以降、島はオーストラリア・パプアニューギニア管理群によって維持されることとなった。島に駐留する航空隊も、12月までは第12海兵航空群であったが、航空群がレイテ島に移動したあとはニュージーランド空軍が基地を使用した。1945年3月20日には、マッカーサーはオーストラリア陸軍第8大隊を撤収させて守備隊の規模縮小を発表したが、3か月後の6月に縮小案は撤回された。その6月には第502基地保守隊がマヌス島に撤収した。ニュージーランド空軍も7月までエミラウ島に偵察爆撃航空隊と戦闘航空隊を展開させていたが、8月にはすべて撤退した。